# Enispa issikii
Enispa issikii är en fjärilsart som beskrevs av Fukushima 1944. Enispa issikii ingår i släktet Enispa och familjen nattflyn. Inga underarter finns listade i Catalogue of Life.